# Pierderea biodiversității

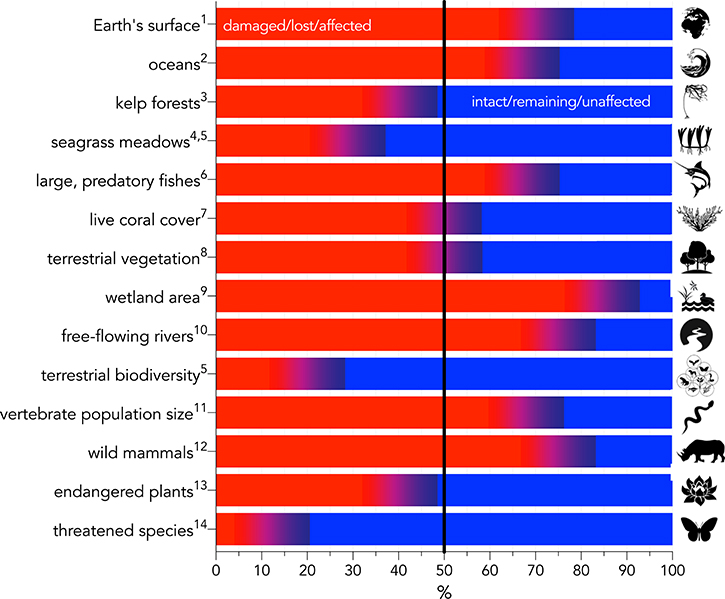
Rezumatul categoriilor majore de schimbări de mediu care cauzează pierderea biodiversității. Datele sunt în procente ale schimbării determinate de om (roșu) față de linia de bază (albastru), începând cu 2021. Roșu indică procentul din categorie care este deteriorat, pierdut sau afectat în alt mod, în timp ce albastru indică procentul care este intact, rămas sau neafectat în alt mod.

Pierderea biodiversității are loc atunci când speciile de plante sau animale dispar complet de pe Pământ (extincție) sau când există o scădere sau dispariție a speciilor într-o anumită zonă. Pierderea biodiversității înseamnă că există o reducere a diversității biologice într-o anumită zonă. Scăderea poate fi temporară sau permanentă. Este temporară dacă deteriorarea care a dus la pierdere este reversibilă în timp, de exemplu prin restaurare ecologică⁠(d). Dacă acest lucru nu este posibil, atunci scăderea este permanentă. Cauza majorității pierderii biodiversității sunt, în general, activitățile umane care împing limitele planetare⁠(d) prea departe. Aceste activități sunt distrugeri ale habitatelor (de exemplu defrișarea pădurilor) și intensificarea utilizării terenurilor⁠(d) (de exemplu în agricultură pentru monoculturi⁠(d)). Alte probleme ale zonelor sunt poluarea aerului și a apei (inclusiv cu nutrienți), exploatarea excesivă, specii invazive⁠(d) și încălzirea globală.
Mulți oameni de știință, precum și Raportul de evaluare a ecosistemelor și serviciilor ecosistemice⁠(d), spun că principalul motiv pentru pierderea biodiversității este creșterea demografică⁠(d), deoarece aceasta duce la suprapopularea umană⁠(d) și la consumul excesiv⁠(d). Alții nu sunt de acord, spunând că pierderea habitatului este cauzată în principal de „creșterea cantității mărfurilor pentru export” și că populația are foarte puțin de-a face cu consumul general. Mai importante sunt disparitățile de bogăție între și în interiorul țărilor. Însă toate pierderile contemporane de biodiversitate au fost atribuite activităților umane.